# Schloss Wildenstein (Fichtenau)

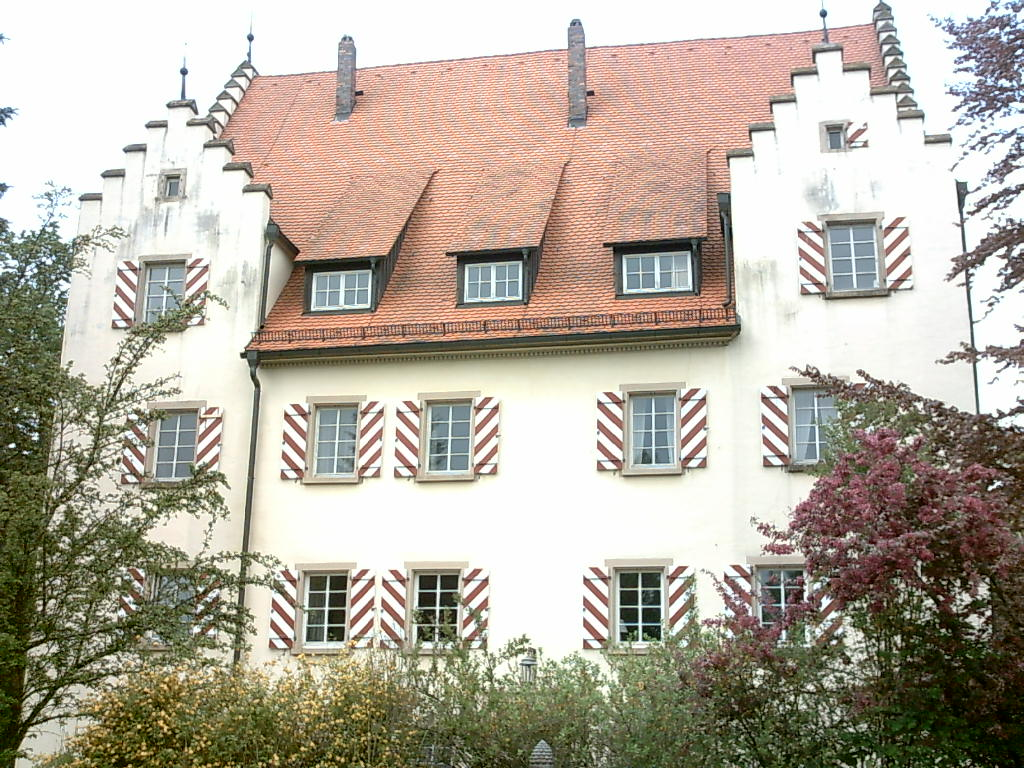
Schloss Wildenstein

Schloss Wildenstein ist ein Schloss im Ortsteil Wildenstein der Gemeinde Fichtenau bei Crailsheim im Landkreis Schwäbisch Hall in Baden-Württemberg.
Die dreiflügelige Anlage stammt aus dem 16. Jahrhundert, Treppenerker und -giebel aus dem 17./18. Jahrhundert. Vier Ecktürme wurden im 19. Jahrhundert abgebrochen. Im Jahr 1662 ging das Schloss von der Familie von Knöringen über in den Besitz der Freiherren Hofer von Lobenstein. Diese Familie hatte wegen ihres protestantischen Glaubens ihre Besitztümer um Burg Lobenstein in Zell verlassen. Der Namensteil Hofer leitet sich ab von dem Familienstammsitz Burg Hof am Regen.
Über das Schloss Wildenstein sind verschiedene Spukgeschichten im Umlauf.